# Whoso Findeth a Wife
Whoso Findeth a Wife è un film muto del 1916 diretto da Frank Crane. La sceneggiatura di Rudolph De Cordova si basa sull'omonimo romanzo di John Wesley Putnam (pseudonimo di Harry Sinclair Drago), pubblicato a New York nel 1914.

## Trama
I genitori di Elizabeth Ferris combinano per lei un matrimonio di convenienza con il ricco Ralph Dunham, ricevendo in cambio un milione di dollari. Ralph crede che il denaro possa comprare tutto ma si accorge che non gli serve per comperare l'amore di Elizabeth che non prova per lui nessun affetto. La donna si innamora di un giovane avvocato, Craig Clifton. Venutolo a sapere, Durnham decide di concedere la libertà alla moglie. Lei si rivolge al pastore, il reverendo Cartright, per chiedergli consiglio e gli racconta di come il suo matrimonio sia solo di facciata. Il pastore le parla allora della santità del matrimonio e le sue parole commuovono Elizabeth che corre a casa giusto in tempo per fermare il marito che se ne sta andando via e a convincerlo a ricominciare la loro vita insieme, una vita basata questa volta sull'amore e la comprensione reciproca.

## Produzione
Il film fu prodotto dall'U.S. Amusement Corporation.

## Distribuzione
Il copyright del film, richiesto dalla U.S. Amusement Corp., fu registrato il 10 ottobre 1917 con il numero LU11527.
Distribuito dalla Art Dramas, il film uscì nelle sale cinematografiche statunitensi il 28 dicembre 1916 con il titolo originale Whoso Findeth a Wife. Negli Stati Uniti, venne usato anche il titolo alternativo Whoso Taketh a Wife.
Copia completa della pellicola si trova conservata negli archivi della Library of Congress di Washington e del New Zealand Film Archive di Wellington.